# Soulangis
Soulangis és un municipi francès, situat al departament de Cher i a la regió de Centre – Vall del Loira. L'any 2007 tenia 423 habitants.

## Demografia

### Població
El 2007 la població de fet de Soulangis era de 423 persones. Hi havia 166 famílies, de les quals 40 eren unipersonals (24 homes vivint sols i 16 dones vivint soles), 55 parelles sense fills, 67 parelles amb fills i 4 famílies monoparentals amb fills.
La població ha evolucionat segons el següent gràfic:
Habitants censats

### Habitatges
El 2007 hi havia 203 habitatges, 170 eren l'habitatge principal de la família, 14 eren segones residències i 18 estaven desocupats. 202 eren cases i 1 era un apartament. Dels 170 habitatges principals, 148 estaven ocupats pels seus propietaris, 17 estaven llogats i ocupats pels llogaters i 6 estaven cedits a títol gratuït; 4 tenien dues cambres, 26 en tenien tres, 54 en tenien quatre i 87 en tenien cinc o més. 150 habitatges disposaven pel capbaix d'una plaça de pàrquing. A 62 habitatges hi havia un automòbil i a 96 n'hi havia dos o més.

### Piràmide de població
La piràmide de població per edats i sexe el 2009 era:
| Homes | Edats   | Dones |
| ----- | ------- | ----- |
| 0     | 95 o +  | 0     |
| 0     | 90 a 94 | 0     |
| 0     | 85 a 89 | 4     |
| 0     | 80 a 84 | 0     |
| 8     | 75 a 79 | 12    |
| 12    | 70 a 74 | 0     |
| 8     | 65 a 69 | 0     |
| 4     | 60 a 64 | 12    |
| 8     | 55 a 59 | 4     |
| 12    | 50 a 54 | 16    |
| 32    | 45 a 49 | 28    |
| 20    | 40 a 44 | 32    |
| 16    | 35 a 39 | 20    |
| 4     | 30 a 34 | 0     |
| 24    | 25 a 29 | 16    |
| 8     | 20 a 24 | 24    |
| 24    | 15 a 19 | 12    |
| 24    | 10 a 14 | 24    |
| 12    | 5 a 9   | 8     |
| 0     | 0 a 4   | 12    |

## Economia
El 2007 la població en edat de treballar era de 284 persones, 226 eren actives i 58 eren inactives. De les 226 persones actives 216 estaven ocupades (118 homes i 98 dones) i 11 estaven aturades (3 homes i 8 dones). De les 58 persones inactives 17 estaven jubilades, 22 estaven estudiant i 19 estaven classificades com a «altres inactius».

### Ingressos
El 2009 a Soulangis hi havia 189 unitats fiscals que integraven 478 persones, la mediana anual d'ingressos fiscals per persona era de 20.934 €.

### Activitats econòmiques
Dels 17 establiments que hi havia el 2007, 2 eren d'empreses extractives, 1 d'una empresa de fabricació d'altres productes industrials, 3 d'empreses de construcció, 2 d'empreses de comerç i reparació d'automòbils, 1 d'una empresa d'hostatgeria i restauració, 1 d'una empresa immobiliària, 4 d'empreses de serveis, 1 d'una entitat de l'administració pública i 2 d'empreses classificades com a «altres activitats de serveis».
Dels 6 establiments de servei als particulars que hi havia el 2009, 1 era un guixaire pintor, 2 lampisteries, 1 perruqueria, 1 restaurant i 1 agència immobiliària.
L'únic establiment comercial que hi havia el 2009 era una carnisseria.
L'any 2000 a Soulangis hi havia 20 explotacions agrícoles que ocupaven un total de 1.705 hectàrees.

## Equipaments sanitaris i escolars
El 2009 hi havia una escola elemental integrada dins d'un grup escolar amb les comunes properes formant una escola dispersa.

## Poblacions més properes
El següent diagrama mostra les poblacions més properes.